# Juge des contentieux de la protection
En droit français, le Juge des contentieux de la protection (JCP) est depuis le 1er janvier 2020 un magistrat de l'ordre judiciaire spécialisé chargé des fonctions de juge des tutelles (ordonner l'ouverture des procédures de sauvegarde de justice, de curatelle, de tutelle et d'habilitation familiale), ainsi que des litiges relatifs aux baux d'habitations (loyers impayés, expulsions locatives, délais de paiement, litiges relatifs aux dépôts de garantie), au surendettement (recours contre les décisions de la banque de France), aux crédits à la consommation (action des banques contre les particuliers notamment).
La fonction de juge des contentieux de la protection, assumée avant 2020 par le juge d'instance, est une fonction spécialisée, au même titre que celle de juge d'instruction, juge de l'application des peines, juge des enfants.
Dans les grosses juridictions, le JCP fait partie du service des contentieux de la protection appelé « PCP » (pôle des contentieux de la protection).

## Historique
Avant la fusion des tribunaux de grande instance et des tribunaux d'instance, ces derniers étaient composés de juges d'instance qui connaissaient des litiges de la vie quotidienne (impayés, travaux) inférieurs à 10 000 euros et des affaires de mesures de protection, de baux d'habitation etc.
À la suite de cette fusion, le juge des contentieux de la protection est institué le 1er janvier 2020 par un décret du 30 août 2019 pour remplacer les juges siégeant dans les tribunaux d'instance.

## Compétences
En principe, depuis la réforme, le juge des contentieux de la protection n'est plus compétent pour connaître des litiges civils d'une valeur inférieure à 10 000 euros (vices cachés, etc...), comme l'était pourtant autrefois le juge d'instance. Néanmoins, dans certains tribunaux, l'ancienne organisation a été conservée et le JCP continue de traiter ce type de litige. De même, le JCP a perdu sa compétence en matière de juge d'exécution qui est désormais dévolue à un juge non spécialisé du tribunal.
Il peut également se voir confier des contentieux du tribunal judiciaire sur décision du président de la cour d'appel de son ressort.
La loi attribue désormais au JCP les contentieux de masse suivants : le surendettement, le crédit à la consommation (actions des banques contre les particuliers), les baux d'habitations (loyers impayés...). Elle lui attribue également les fonctions de juge des tutelles (ouvertures et gestions des mesures de tutelles, curatelles, sauvegardes de justice...). Dans ce cas, le juge des contentieux de la protection statue en qualité de juge des tutelles. Le juge des tutelles est donc forcément un juge des contentieux de la protection.

### Juge des tutelles pour les personnes majeures
La fonction a été créée en 1964 sous le terme de juge des tutelles à l'occasion de la grande réforme des tutelles. À la suite de la fusion des tribunaux d'instance et tribunaux de grande instance au 1er janvier 2020, le juge des contentieux et de la protection s'est vu dévolu la tâche de juge des tutelles. Il connaît des différentes mesures de protection que sont, notamment, la sauvegarde de justice, la curatelle, la tutelle, les mesures d'accompagnement judiciaire, etc.
Il est compétent pour les actions relatives à l'exercice du mandat de protection future et de la désignation d'une personne habilitée dans le cadre de l'habilitation familiale.
Il peut être également saisi par un époux, lorsque son conjoint est hors d'état de manifester sa volonté, aux fins de l'autoriser à passer seul un acte pour lequel le concours ou le consentement des deux époux est nécessaire.
Il connaît des litiges relatifs à la constatation de la présomption d'absence.
La fonction de juge des tutelles dispose d'un cabinet, c'est-à-dire d'un portefeuille de dossiers correspondant chacun à des mesures de tutelles, curatelles (plusieurs milliers dans chaque cabinet, suivant la taille du tribunal). Il est assisté dans ses fonctions d'un.e greffier.e. Cette fonction implique donc de mettre en place une véritable gestion de cabinet car le juge des tutelles suit ses dossiers du début à la fin des mesures, gère le courrier qu'il reçoit des mandataires judiciaires à la protection des majeurs, etc.

### Juge des baux d'habitation
Le juge des contentieux de la protection est compétent pour connaitre « des actions dont un contrat de louage d'immeubles à usage d'habitation ou un contrat portant sur l'occupation d'un logement est l'objet, la cause ou l'occasion ». Il s'agit principalement des loyers impayés, demandes d'expulsion, demandes de délais de paiement, litiges relatifs aux dépôts de garantie, etc.

### Juge des crédits à la consommation
Le juge des contentieux de la protection connaît des inscriptions et radiations du fichier national listant les incidents de paiement liés aux crédits à la consommation. Il juge les litiges opposant les banques aux particuliers, lorsqu'il est question d'un crédit à la consommation (échéances de crédits impayés, etc.). En ce cas, le juge des contentieux de la protection dispose d'un véritable rôle de protection des débiteurs puisqu'il peut relever d'office de nombreuses irrégularités du contrat de crédit (elles sont très fréquentes en pratique), ce qui conduit souvent à une déchéance du droit aux intérêts. Ainsi, le débiteur défaillant dans le remboursement de son crédit ne devra rembourser que le capital, et non les intérêts.
Le juge des contentieux de la protection peut également accorder des délais de paiement.

### Juge des expulsions
Le juge des contentieux de la protection « connaît des actions tendant à l'expulsion des personnes qui occupent aux fins d'habitation des immeubles bâtis sans droit ni titre ».

### Juge du surendettement
Le juge des contentieux de la protection est également le juge des surendettements des particuliers. Ainsi, il juge les recours formés par les justiciables à l'encontre des décisions de la Banque de France. Par exemple, il peut s'agir d'un recours d'un justiciable contre une décision de la Banque de France ayant rejeté une demande de bénéficier d'un plan de surendettement. Le juge des contentieux de la protection réexamine lui-même la situation du justiciable et détermine si elle est en droit de bénéficier d'un tel plan ou non. Il peut également effacer ou réechelonner les dettes. Un juste équilibre doit être trouvé entre le remboursement des créanciers et la situation du débiteur.

## Saisine
Avant toute saisine, la demande en justice dont le montant n'excède pas 5 000 euros doit être précédée, au choix des parties, d'une tentative de conciliation, de médiation ou d'une tentative de procédure participative. Cette résolution amiable du litige est obligatoire à peine d'irrecevabilité de la demande en justice.

### Assignation
L'assignation est un mode de saisine du juge pour toutes les affaires de sa compétence. Elle doit comprendre plusieurs indications obligatoire à peine de nullité, :
- L'identité des parties ;
- La juridiction saisie ;
- L'objet de la demande ;
- Le lieu, jour et heure de l'audience (obtenu préalablement auprès du greffe) ;
- Les motifs du litige ;
- Une liste des pièces dont une copie pour chaque adversaire ;
- En cas de constitution obligatoire d'avocat, il convient de préciser ses coordonnées et d'indiquer le délai dont dispose le défendeur pour faire de même[13].

### Requête
La requête est un mode de saisine ouvert aux parties si la demande n'excède pas 5 000 euros ou si la loi le prévoit expressément (comme pour les tutelles).
La requête est à déposer au greffe du tribunal. Elle doit comprendre différents éléments :
- L'identité des parties ;
- La juridiction saisie ;
- L'objet de la demande ;
- Les motifs du litige ;
- Une liste des pièces dont une copie pour chaque adversaire.

### Requête conjointe
Le juge des contentieux de la procédure peut également être saisi conjointement par les parties.

## Recours
Le recours contre les décisions du juge des contentieux de la protection dépend du montant du litige. Le taux de ressort est fixé à 5 000 euros.
Si les enjeux financiers du litige sont inférieurs à ce taux, l'appel n'est pas possible et seule la cassation est ouverte pour contester l'application du droit par le juge.
Si le montant de la demande est indéterminée (résiliation d'un bail, mesure de protection...), l'appel est toujours possible sauf disposition contraire.
L'appel doit être fait dans un délai d'un mois en matière contentieuse. Ce délai court à partir de la notification du jugement.
L'utilisation abusive de son droit d'appel, pour tenter de retarder l'exécution du jugement, peut être sanctionnée d'une amende d'un montant maximum de 10 000 euros et de dommages-intérêts.

## Formation et nomination
Le juge des contentieux de la protection est un magistrat spécialisé du siège de l'ordre judiciaire rattaché au tribunal judiciaire. À ce titre, le juge est formé à l'Ecole Nationale de la magistrature (ENM). Il constitue la seule fonction spécialisée en droit civil. Il est, à ce titre, nommé par décision du président de la République à cette fonction qu'il peut seul exercer (un JCP ne peut être remplacé que par un autre JCP eu égard à la spécificité de la fonction) .